# Microcharon teissieri
Microcharon teissieri là một loài chân đều trong họ Microparasellidae. Loài này được Levi miêu tả khoa học năm 1950.